# Новинки (Волоколамский район)
Новинки — деревня в Волоколамском районе Московской области России. Относится к Ярополецкому сельскому поселению, до реформы 2006 года относилась к Ильино-Ярополецкому сельскому округу.

## Население
| 1852 | 1859 | 1926 | 2002 | 2006 | 2010 | 2013 |
| ---- | ---- | ---- | ---- | ---- | ---- | ---- |
| 194  | ↘193 | ↗244 | ↘19  | ↘8   | ↗26  | →26  |
| 2014 | 2015 | 2016 |      |      |      |      |
| →26  | ↘25  | →25  |      |      |      |      |

## Расположение
Деревня Новинки расположена на правом берегу реки Колпяны (бассейн Иваньковского водохранилища), примерно в 15 км к северо-западу от центра города Волоколамска. Ближайшие населённые пункты — деревня Львово и село Ильинское. Автобусное сообщение с райцентром.

## Исторические сведения
В «Списке населённых мест» 1862 года Новинки — владельческая деревня 2-го стана Волоколамского уезда Московской губернии по левую сторону Старицко-Зубцовского тракта от города Волоколамска до села Ярополча, в 15 верстах от уездного города, с 21 двором и 193 жителями (88 мужчин, 105 женщин).
По данным на 1890 год входила в состав Яропольской волости Волоколамского уезда, число душ мужского пола составляло 75 человек.
В 1913 году — 39 дворов.
В материалах Всесоюзной переписи населения 1926 года указаны Новинки Большие (142 жителя, 30 крестьянских хозяйств, сельсовет) и Новинки Малые (102 жителя, 22 крестьянских хозяйства).
С 1929 года — населённый пункт в составе Волоколамского района Московской области.